# حمام بهشتي
حمام بهشتي (بالفارسية: گرمابه بهشتی) هو حمام تاريخي يعود إلى عصر الدولة البهلوية، ويقع في مقاطعة خليل أباد، مدينة خليل أباد.